# Angolo Terme
Angolo Terme és un municipi italià de la província de Brescia, a la regió de Llombardia.